# Renato César
Renato César Pérez (Maldonado, 16 de agosto de 1993) é um futebolista uruguaio que joga como atacante no Rentistas, do Uruguai. Foi um dos destaques do time na histórica campanha do título do Apertura Uruguaio 2020.

## Carreira
Nascido na cidade de Maldonado, no Uruguai, Renato César começou na base do gigante uruguaio Nacional, aos 16 anos. Ainda jovem, com apenas 17 anos, estreou pelo time principal no dia 4 de junho de 2011, no Torneio Clausura, na derrota do Bolso para o Rampla Juniors por 1 x 0, em pleno Gran Parque Central. Mas, até então, o jogador tinha poucas chances para mostrar seu futebol.
Foi na Libertadores Sub-20 que começou a ter mais oportunidades e, dessa forma, passou a ser chamado mais assiduamente para o primeiro time do então novo técnico Marcello Gallardo. Pelo Nacional foram 34 jogos, quatro gols e cinco assistências. Sua velocidade fez dele um atleta valioso, o que rendeu convocações para o time sub-20 da Seleção Uruguaia. Foram sete jogos e um gol.
Porém, em 2013, durante um amistoso para a equipe sub-20 que estava se preparando para a Copa do Mundo, na Turquia, sofreu uma fratura do quinto metatarso e perdeu o torneio em que os Celestes ficaram com o vice-campeonato. Após se recuperar, foi emprestado para o Lugano, da Suíça, em 2014, para ganhar experiência.

### Experiência europeia e retorno ao Uruguai
O Lugano disputava a 2ª divisão suíça quando o atleta chegou. O time estava recheado de uruguaios, o que facilitou a adaptação do charrúa na Suíça. Quando chegou, o brasileiro Rafael Silva era o destaque do time, mas logo saiu, o que lhe daria mais oportunidades. Com seu compatriota Jonathan Sabbatini de titular e mais Matías Valvino, Jonathan Barboza, Federico Rodríguez, Sergio Cortelezzi e Leonardo Melazzi no time, Renato ajudou o Lugano a retornar à 1ª divisão.
Devido a seguidas lesões, foram poucos minutos, sendo 16 jogos e somente um gol, mas seis assistências, e o jovem de 21 anos começava a adquirir experiência. Ainda amadurecendo, foi emprestado novamente, desta vez para o Liverpool, de Montevidéu, em 2015. Foram 11 jogos e um gol, mas nunca teve a chance de jogar 90 minutos completos. Seu gol foi frente ao El Tanque Sisley, na 5ª rodada do Apertura 2015. Em 2016, foi para o Villa Española, também do Uruguai, disputar a 2ª divisão. Foram 21 jogos, um gol e duas assistências. Seu único gol foi na derrota por 4 x 2 para o Plaza Colonia, pela 4ª rodada do Clausura. Além do gol quando perdiam por 2 x 0, cabeceou a bola que fez com que o goleiro desse rebote para o segundo gol de seu time.

### Experiência no Chile e no México
Em 2017 novamente foi emprestado, desta vez para o Palestino, do Chile, por um ano. Foram apenas oito jogos e um gol, quando fez o gol de empate contra o Antofagasta, na partida que terminou em 1 x 1. No meio da temporada voltou ao Villa Española e, após um mês, acertou sua transferência para o Rentistas. No final da temporada 2017, foram 15 jogos, sendo capitão em 14 deles, marcando oito gols e dando duas assistências.
Porém, no meio da temporada, foi emprestado ao Inter Playa, de Playa del Carmen, no México, da 3ª divisão. A chegada ao México era uma tentativa de chegar a um mercado forte e foi bem. Marcou 12 gols, a equipe ficou em 5º lugar na tabela, mas não conseguiu o acesso. A esperança era que uma equipe da 2ª divisão ou até da elite o visse jogar, mas tornou-se uma ilusão, pois ninguém foi. Sentindo-se desvalorizado, mas melhor financeiramente, regressou ao Rentistas.

### Características
Rápido, técnico e inteligente dentro de campo, essas são as características de Renato César. O atacante joga em todas as funções do ataque, mas tem preferência em jogar pelo meio, mais próximo do gol. Além da ambiestria, é um atleta completo. Já cobrou escanteios, marcou gols de cabeça e etc. Quando perguntado em quem se espelhava de jogadores em sua posição, Rena afirmou não ter somente um nome, mas alguns, como Gabigol (Flamengo), Dario Benedetto (ex-Boca Juniors e atual Olympique de Marseille) e Luis Suárez (ídolo uruguaio e jogador do Atlético de Madrid e da Seleção):
“Sinceramente não tem uma referência exata de um só jogador. Sou de ver muito futebol e de qualquer jogador, qualquer posição, tento tirar alguma coisa: movimentos, como se posicionam em campo e um monte de coisas que o fazem um bom jogador. Mas, para nomear alguns, Luis Suárez me encanta, (Dario) ‘Pipa” Benedetto, Gabigol e uma grande quantidade. Mas de qualquer jogador e posição tento tirar coisas positivas”.

## Títulos
Nacional
 Campeonato Uruguaio (2)2010-11, 2011-12
Lugano
 Segunda Divisão Suíça (1)2014–15
Rentistas
 Apertura Uruguaio2020